# ビッグ・テン・カンファレンス
ビッグ・テン・カンファレンス（Big Ten Conference, Big Ten）は、アメリカ合衆国の大学スポーツのカンファレンスのひとつ。主に中西部の大学で構成されている。フットボールでNCAAのDivision I-A に、その他のスポーツでDivision I に所属している。ビッグ・テンの所属校は、教育コンソーシアムの一つであるCIC（Committee on Institutional ）のメンバーでもある。ビッグ・テンとの呼称ではあるが、ペンシルベニア州立大学の加入以降は参加校は11校となっている。また、2011年7月1日からネブラスカ大学がビッグ・テンに参加し、LeadersとLegendsの2ディビジョンに分けられた。2014年からは、メリーランド大学カレッジパーク校とラトガース大学が加入し、ディビジョンがEastとWestに再編された。2024年度より、UCLA・オレゴン大学・南カリフォルニア大学(USC)・ワシントン大学の4校が加盟する予定となっている。
実施競技：野球、アイスホッケー、バスケットボール、クロスカントリー、フィールドホッケー、アメリカンフットボール、ゴルフ、体操、屋外・屋内陸上競技、ボート、サッカー、ソフトボール、水泳、ダイビング、テニス、バレーボール、レスリング

## メンバー

### 現加盟校
| 学校名                               | チーム名                 | チームカラー | チームカラー | 所在地                                    | 創立年 | 参加年    | 設立態様    | 学生数(2023年秋) |
| ------------------------------------ | ------------------------ | ------------ | ------------ | ----------------------------------------- | ------ | --------- | ----------- | ---------------- |
| イリノイ大学アーバナ・シャンペーン校 | ファイティングイライナイ |              |              | イリノイ州 アーバナ・シャンペーン         | 1867   | 1896      | 公立        | 56,563           |
| インディアナ大学ブルーミントン校     | フージャーズ             |              |              | インディアナ州 ブルーミントン             | 1820   | 1899      | 公立        | 47,527           |
| アイオワ大学                         | ホークアイズ             |              |              | アイオワ州 アイオワシティ                 | 1847   | 1899      | 公立        | 30,042           |
| メリーランド大学カレッジパーク校     | テラピンズ               |              |              | メリーランド州 カレッジパーク             | 1856   | 2014      | 公立        | 40,813           |
| ミシガン大学アナーバー校             | ウルヴァリンズ           |              |              | ミシガン州 アナーバー                     | 1817   | 1896/1917 | 公立        | 52,065           |
| ミシガン州立大学                     | スパルタンズ             |              |              | ミシガン州 イーストランシング             | 1855   | 1950      | 公立        | 51,316           |
| ミネソタ大学ツインシティー校         | ゴールデンゴーファーズ   |              |              | ミネソタ州 ミネアポリス・セントポール     | 1851   | 1896      | 公立        | 54,890           |
| ネブラスカ大学リンカーン校           | コーンハスカーズ         |              |              | ネブラスカ州 リンカーン                   | 1869   | 2011      | 公立        | 23,986           |
| ノースウェスタン大学                 | ワイルドキャッツ         |              |              | イリノイ州 エバンストン                   | 1851   | 1896      | 私立/無宗派 | 23,203           |
| オハイオ州立大学                     | バックアイズ             |              |              | オハイオ州 コロンバス                     | 1870   | 1912      | 公立        | 60,046           |
| オレゴン大学                         | ダックス                 |              |              | オレゴン州 ユージーン                     | 1876   | 2024      | 公立        | 23,786           |
| ペンシルベニア州立大学               | ニタニーライオンズ       |              |              | ペンシルベニア州 ステートカレッジ         | 1855   | 1990      | 公立        | 50,399           |
| パデュー大学                         | ボイラーメーカーズ       |              |              | インディアナ州 ウェストラファイエット     | 1869   | 1896      | 公立        | 52,905           |
| ラトガース大学                       | スカーレットナイツ       |              |              | ニュージャージー州 ニューブランズウィック | 1766   | 2014      | 公立        | 50,617           |
| UCLA                                 | ブルーインズ             |              |              | カリフォルニア州 ロサンゼルス             | 1919   | 2024      | 公立        | 46,678           |
| 南カリフォルニア大学                 | トロージャンズ           |              |              | カリフォルニア州 ロサンゼルス             | 1880   | 2024      | 私立        | 47,147           |
| ワシントン大学                       | ハスキーズ               |              |              | ワシントン州 シアトル                     | 1861   | 2024      | 公立        | 55,620           |
| ウィスコンシン大学マディソン校       | バジャーズ               |              |              | ウィスコンシン州 マディソン               | 1848   | 1896      | 公立        | 49,605           |

### 以前に加盟していた学校
- シカゴ大学　（1896年創設時からの加盟校、1946年脱退。CIC のメンバー）

### 1895年にミーティングに参加したが、加盟せず
- レイクフォレスト大学

## 競技場
| 校名                   | フットボールスタジアム           | 収容人数 | バスケットボールアリーナ                       | 収容人数 |
| ---------------------- | -------------------------------- | -------- | ---------------------------------------------- | -------- |
| イリノイ大学           | メモリアル・スタジアム           | 60,670   | ステート・ファーム・センター                   | 16,618   |
| インディアナ大学       | メモリアル・スタジアム           | 52,626   | アセンブリー・ホール                           | 17,357   |
| アイオワ大学           | キニック・スタジアム             | 69,250   | カーバー＝ホークアイ・アリーナ                 | 15,500   |
| メリーランド大学       | メリーランド・スタジアム         | 51,802   | エックスフィニティ・センター                   | 17,950   |
| ミシガン大学           | ミシガン・スタジアム             | 107,601  | クライスラー・センター                         | 12,707   |
| ミシガン州立大学       | スパルタン・スタジアム           | 75,005   | ブレスリン・スチューデント・イベント・センター | 14,797   |
| ミネソタ大学           | ハンティントンバンク・スタジアム | 50,805   | ウィリアムズ・アリーナ                         | 14,625   |
| ネブラスカ大学         | メモリアル・スタジアム           | 85,458   | ピナクル・バンク・アリーナ                     | 15,147   |
| ノースウェスタン大学   | ライアン・フィールド             | 47,130   | ウェルシュ・ライアン・アリーナ                 | 7,039    |
| オハイオ州立大学       | オハイオ・スタジアム             | 102,780  | バリュー・シティ・アリーナ                     | 18,809   |
| ペンシルベニア州立大学 | ビーバー・スタジアム             | 106,572  | ブライス・ジョーダン・センター                 | 15,261   |
| パデュー大学           | ロス＝エイド・スタジアム         | 57,236   | マッキー・アリーナ                             | 14,848   |
| ラトガース大学         | SHIスタジアム                    | 52,454   | ルイス・ブラウン・アスレチック・センター       | 8,000    |
| ウィスコンシン大学     | キャンプ・ランドール・スタジアム | 80,321   | コール・センター                               | 17,249   |